# The Silicone Veil
The Silicone Veil è il terzo album in studio della cantautrice norvegese Susanne Sundfør, pubblicato il 23 marzo 2012.
Tra il 2012 e il 2013, l'album è rimasto per quarantasei settimane nella Top40 degli album più venduti in Norvegia, toccando due volte la prima posizione. È stato inoltre il primo album di Susanne Sundfør a essere pubblicato nel Regno Unito.

## Stile musicale
The Silicone Veil presenta uno stile ibrido tra electropop, dream pop, pop psichedelico, baroque pop e musica sperimentale. Rispetto al precedente The Brothel è diminuita la componente jazz e a acustica, ma è molto aumentata quella elettronica (che in alcuni passaggi rimanda vagamente alla dubstep). I suoni sintetici, inoltre, vengono spesso sorretti da archi, arpa, pianoforte e ottoni. Un altro elemento caratterizzante dell'album è l'uso frequente di dissonanze, controcanti e sovraincisioni. Per quanto riguarda le linee vocali, sfruttano tutta l'estensione della cantante e sono ricche di colorature e abbellimenti.

## Tematiche
I testi dell'album sono spesso poetici e criptici. Susanne Sundfør ne ha sintetizzato le tematiche in quattro parole: apocalisse, morte, amore e neve. Il titolo dell'album, inoltre, si riferisce al confine tra uno stato dell'Essere e un altro, tra la vita e la morte, tra la natura e la tecnologia, tra noi e la terra e tra le persone.
I tulipani citati in White Foxes si riferiscono all'omonimo componimento della poetessa Sylvia Plath, mentre Meditations in an Emergency prende il nome dall'omonima raccolta di poesie di Frank O'Hara.

## Promozione
Dall'album sono stati estratti tre singoli: White Foxes, The Silicone Veil e Among Us. Per tutti sono stati pubblicati dei remix ufficiali e girati dei videoclip "disturbanti". In quello di White Foxes un uomo viene operato al cervello perché ha un tumore a forma di feto, in quello di The Silicone Veil una donna si prostituisce per potersi pagare un intervento di chirurgia estetica che la trasformerà in un rettile, in quello di Among Us viene rappresentata la setta di un uomo che droga delle ragazze per poi convincerle a girare dei filmati in cui penetrano con le dita degli oggetti (quadri, muffin, mappamondi, cuscini...). Quest'ultimo videoclip è stato diretto da Evan McNary, un fan che ha vinto un contest indetto da Genero.tv e la stessa Sundfør.
L'album è stato promosso con un tour che ha coinvolto soprattutto la Norvegia, ma che ha visto dei concerti anche negli Stati Uniti d'America, in Francia, in Germania, in Austria e nel Regno Unito. Susanne si è inoltre esibita in vari programmi televisivi norvegesi e ha cantato White Foxes in occasione della cerimonia di premiazione del Premio Nobel per la Pace 2012.

## Accoglienza
| Recensione           | Giudizio |
| -------------------- | -------- |
| Aftenposten          |          |
| BBC Music            |          |
| Bad Sounds Magazine  | 87/100   |
| Beard Rock           |          |
| Dagbladet            |          |
| Gaffa (NO)           |          |
| Inside The Pain      |          |
| Krua Radio           |          |
| Mojo                 |          |
| musicOMH             |          |
| NRK                  |          |
| SpazioRock           |          |
| Sputnikmusic         |          |
| The Line of Best Fit |          |
| Uncut                |          |

The Silicone Veil è stato accolto molto bene dalla critica, che ne ha lodato l'originalità e la cura per i dettagli. In particolare, Daniel Paton di musicOMH ha sottolineato la meticolosità del labor limae che permette alle canzoni di stupire con sfumature sonore, armoniche e di "texture" a ogni passaggio. Ha inoltre lodato l'equilibrio fra dramma e moderazione che ha permesso di colpire sia al cuore sia al cervello, anche grazie ad arrangiamenti vocali sofisticati e stratificati, alle melodie insieme accattivanti e imprevedibili e alle code inaspettate dei brani. Paton ha infine definito Susanne come un'artista coraggiosa, impertinente e visionaria. Anche Luke Slater di BBC Music ha notato la ricchezza di elementi strani, insoliti e inaspettati, che però riescono a essere accessibili. Della stessa opinione è Keiron Tyler di Mojo, per cui quest'album è contemporaneamente più diretto e astruso di The Brothel e permette a Susanne Sundfør di confermarsi tra le artiste più influenti e interessanti della scena contemporanea.
Per Rannveig Falkenberg-Arell di Dagbladet, Susanne Sundfør è "un'artista di calibro del tutto fuori dal comune" e ha composto un album "oltre il pop che si rifiuta di essere pop". Per Nick Butler di Sputnikmusic ciò accade perché Susanne si concentra tanto sull'Arte quanto sul Pop, caratteristica che la dà il potenziale per diventare una star internazionale. Non a caso Michael James Hall di The Line Of Best Fit si domanda come sia possibile che il mondo si stia perdendo "un album di spettrale, essenziale e intrigante romanticismo", auspicandosi quindi che la fama di Susanne Sundfør possa valicare i confini norvegesi. Per il recensore dell'Aftenposten addirittura è "virtualmente impossibile avvicinarsi a un baricentro del pop come questo", anche grazie all'atteggiamento intransigente e ostinato della cantautrice. Nella recensione de Il Cibicida si aggiunge che The Silicone Veil è "entusiasmante e senza alcuna flessione, [...] una raccolta di canzoni sontuose come non se ne sentivano da un pezzo, creazioni pregiate e per nulla usa e getta che divorano in un sol boccone tutta quella fuffa hipster che dilaga oggi, Lana Del Rey e obbrobri simili".
Nell'agosto 2017 il The Daily Telegraph ha inserito The Silicone Veil nella sua lista dei "50 incredibili album che non avete mai ascoltato", dichiarandolo il miglior lavoro di Susanne fino ad ora.

## Tracce
Testi di Susanne Sundfør.
1. Diamonds – 5:02 (musica: Susanne Sundfør, Lars Horntvedt)
2. White Foxes – 4:16 (musica: Susanne Sundfør)
3. Rome – 6:44 (musica: Susanne Sundfør)
4. Can You Feel the Thunder – 4:56 (musica: Susanne Sundfør, Lars Horntvedt)
5. Meditations in an Emergency – 2:39 (musica: Susanne Sundfør, Lars Horntvedt)
6. Among Us – 4:23 (musica: Susanne Sundfør, Lars Horntvedt)
7. The Silicone Veil – 5:02 (musica: Susanne Sundfør, Lars Horntvedt)
8. When – 4:05 (musica: Susanne Sundfør, Lars Horntvedt)
9. Stop (Don't Push the Button) – 4:13 (musica: Susanne Sundfør, Lars Horntvedt)
10. Your Prelude – 3:16 (musica: Susanne Sundfør, Lars Horntvedt)

## Formazione
- Susanne Sundfør: voce, produzione, pianoforte, sintetizzatore, basso elettrico, vibrafono, autoharp, drum machine, arrangiamenti degli archi
- Lars Horntveth: produzione, basso, sintetizzatore, lap steel guitar, pedal steel guitar, chitarra acustica, vibrafono, campane tubolari, organo, pianoforte, drum muchine, arrangiamenti degli archi
- Øystein Moen: basso in Among Us e organo in When
- Sunniva Rødland Wettre: arpa
- Erik Johannessen: trombone
- Line Horntveth: tuba
- Gard Nilssen: batteria, percussioni
- Jørgen Træen: drum machine addizionale, batteria addizionale, elementi elettronici addizionali
- Stian Westerhus: elementi elettronici in Diamonds
- Jørgen Træen: missaggio
- Stian Westerhus: missaggio di White Foxes
- Jo Ranheim: registrazione degli archi

Trondheim Soloists
- Anders Larsen, Anna Adolfsson Vestad, Daniel Turcina, Erling Skaufel, Fride Bakken Johansen, Hilde Gimse, Ingrid Wisur, Karl Jonatan Lilja, Tora Stølan Ness: violini
- Bergmund Waal Skaslien, Frøydis Tøsse, Lars Marius Hølås: viole
- Cecilie Koch, Marit Aspås e Tabita Berglund: violoncelli
- Rolf Hoff Baltzersen: contrabasso

## Classifiche
| Classifica | Posizione massima |
| ---------- | ----------------- |
| Norvegia   | 1                 |